# La Resaca
La Resaca es una obra de Enrique Laguerre que se desarrolla en un pueblo de Puerto Rico en el área oeste. Esta novela tiene 5 partes. El personaje principal Dolorito Montojo salva a una mujer del abuso de su amo español. Tras esto decide huir y luego se encuentra con varios hombres que comparten sus pensamientos de independencia, luego junto a ellos comienza a atacar a la guardia real hasta que lo aprehenden y al salir de la cárcel lo vuelven a aprehender. Al final mata a su ex amo y lo mata a él un estadounidense.
Capítulo 1.  DOLORITO SE PONE FUERA DE LA LEY 
Dolorito está entre dos contradicciones; trabajar la tierra y ser casi fatalista o sus ansias de aventuras. Va a casa de sus padrinos (Gabriela, y Cristino Cintrón) en La Ceiba, dominada por Monte Grande. Allí viven Juan Gorrión y Rosario (Sarito de 14 años), hijos del matrimonio. Dolorito va a buscar a Juan Gorrión (trovador) para ir a Santa Rita al pago. Frecuentaba la casa de sus padrinos. Juan lo admiraba. Dolorito sale en defensa de una esclava que era golpeada por haber cogido un bacalao. Se defendió a latigazos. Intervino Carlos al llegar Andrés, padre de Dolorito. Al rebelarse contra el capataz se puso fuera de la ley. Luego trató de salvar a un pajarito dentro de un pozo. Dolorito cae y siente la angustia de que puede morir en las aguas pestilentes. Carlos y su padre Andrés lo rescatan. Invoca a Lina. Cuando ocurre este incidente tiene once años.
- Datos: Q5965077